# Gia đình Berenstain
Gia đình Berenstain (tiếng Anh: The Berenstain bears, tiếng Pháp: La famille Berenstain) là một phim hoạt hình Bắc Mỹ trình chiếu dưới hình thức song ngữ, phát hành từ 2003 đến nay.